# Sigismund Schmieder
Sigismund Schmieder, auch Aletophilus Sincerus oder Sincerus Aletophilus, (* 24. November 1685 in Lauenhain (Crimmitschau); † 15. Oktober 1717 in Lommatzsch) war ein deutscher Mediziner, Stadtphysicus in Lommatzsch und Mitglied der Gelehrtenakademie „Leopoldina“.

## Leben
Sigismund Schmieder war der Sohn des evangelischen Pfarrers Friedrich Schmieder. Friedrich Schmieder war Pfarrer in Lauenhain. Als Sigismund Schmieder drei Monate alt war, erfolgte der Umzug der Familie nach Langenreinsdorf. Sigismund Schmieder begann im Jahr 1704 ein Studium der Medizin an der Universität Leipzig. 1708 folgte der Magisterabschluss, 1710 das Lizentiat, im Jahr 1714 schließlich die Promotion zum Doktor der Medizin. Sigismund Schmieder war zunächst Stadtphysicus in Schatz, später in Pirna und danach in Lommatzsch. 
Am 29. Mai 1714 heiratete Sigismund Schmieder die Tochter des Superintendenten von Pirna, Schwerdtner. Nach dem Tod des Schwiegervaters erfolgte der Umzug nach Lommatzsch.
Sigismund Schmieder wurde am 18. April 1713 unter der Matrikel-Nr. 300 mit dem akademischen Beinamen SABINUS I. als Mitglied in die Leopoldina aufgenommen.
Sigismund Schmieder war ab 1715 Mitglied der Berlin-Brandenburgischen Akademie der Wissenschaften.

## Werke
- mit David Heinrich Zorn: Auxiliante Summo Astrorum Creatore Dissertationem Historico-Physico-Mathematico-Moralem, De Astrologia Iudiciaria Christiano Philosopho Indigna, Senatus Philosophici Lipsiensis Indultu ad d. XX. April. A.C. MDCCIX. H.L.Q.C. Benevolae Eruditorum Disquisitioni Submittet, M. Sigismundus Schmiderus, Med. Baccalaur. Respondente David. Henric. Zorn, Meeranens. Misn. Phil. & SS. Theol. St., 1708.
- Brief an Johann Georg Volkamer, 1716. Digitalisat
- Gründliches Send-Schreiben und Physicalisch Judicium Von Dem gifftigen Räucher-Pulver und tödtlichen Dampff, oder Gas sulphureo subtilissimo der Holtz-Kohlen, und hierauff erfolgten Tod Derer in dem Heuchlerischen Weinberge zu Jena am ersten heiligen Weynacht-Feyertage 1715 ... gefundenen zwey Bauern, 1716.
- Schediasma curiosum pathologico-medicum de Polypo Oesophagi Vermiformi rarissimo, 1717.
- D. Sigismundi Schmiederi, Ephemeridum Naturae Curiosorum Collegae Dedectio Genuina Causarum Visionum Annaebergensium S.: Wahrhafftige Entdeckung der Ursachen derjenigen Erscheinungen, welche einige Personen bey ihrer sehr bekannten Maledie gehabt und derselben Eröterung, ob sie natürlich oder übernatürlich gewesen, und von einer teufelischen Hexerey ihren Ursprung genommen, 1719.
- Joh. Pet. Nicerons: Nachrichten von den Begebenheiten und Schriften berühmter Gelehrter (Hrsg. Siegmund Jacob Baumgarten), Christoph Peter Franckens Halle, 1719, S. 393 f. Digitalisat
- Phil. Aureoli Theophrasti Paracelsi Bombast von Hohenheim, Welt-berühmten Philosophiae und Medicinae Doctoris, wie auch Physices Professoris Publici Ordinarii auf der Universität Basel, Geheimes und vollständiges Wünsch-Hütlein welches deutlich und gründlich anweiset, wie nicht nur die meisten Ertze in ihre drey Principia dergestalt zu zerlegen, daß sie so wohl in der Chymia als Medicina sehr dienlich seyn können, sondern auch der Philosophische Stein in kurtzer Zeit glücklich zu bereiten sey, 1738. Digitalisat
- Basilius Valentinus: Tractatus chymicus de quinta essentia. Das ist: Chymisches Werck von dem Fuenfften Wesen […] ans Licht gestellet worden von Sincero Aletophilo. A. Crusius, Erfurt 1738.